# Ladoffa purpurascens
Ladoffa purpurascens är en insektsart som beskrevs av Fowler 1900. Ladoffa purpurascens ingår i släktet Ladoffa och familjen dvärgstritar. Inga underarter finns listade i Catalogue of Life.